# Mariella Gramaglia

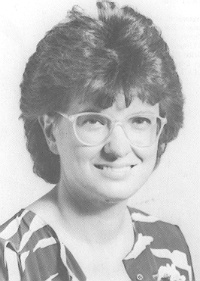
Mariella Gramaglia (1987)

Mariella Gramaglia (* 4. Mai 1949 in Ivrea; † 15. Oktober 2014 in Rom) war eine italienische Politikerin und Journalistin und eine bekannte Feministin.

## Leben
Mariella Gramaglia stammte aus der Stadt Ivrea im Piemont. Sie studierte an der Universität Turin Philosophie, schloss das Studium 1972 ab und ging anschließend nach Rom, wo sie zunächst als Lehrerin am Liceo Sperimentale della Bufalotta unterrichtete und ihre Karriere als Publizistin und Herausgeberin feministischer Schriften aufnahm. Als Journalistin war sie seit 1975 beim Chefredaktor und Schriftsteller Luigi Pintor für die kritische linke Tageszeitung Il manifesto tätig. Dabei befasste sie sich vorrangig mit der Gleichstellung der Geschlechter, den Bürgerrechten und der politischen Diskussion rund um das Gesetz über den Schwangerschaftsabbruch. Später schrieb Mariella Gramaglia für die Zeitung Il Lavoro in Genua, für die Sendung Si dice donna der RAI und bei Radiotre für die Sendereihe NoiVoi Loro Donna, die der Frauenkultur gewidmet war. Seit 1983 war sie die Schriftleiterin der Monatszeitschrift Noi Donne. La storica rivista dei movimenti femminili, dem Publikationsorgan der Frauenorganisation Unione donne italiane UDI. Zusammen mit Giancarlo Bosetti gründete sie die Zeitschrift Reset.
Am 14. Juni 1987 wurde sie für den Partito Comunista Italiano im Wahlbezirk Roma–Viterbo–Latina–Frosinone in die italienische Abgeordnetenkammer gewählt. Sie schloss sich der Fraktion der unabhängigen Linken an. Im Parlament wirkte sie unter anderem in der Kommission für soziale Angelegenheiten mit. In den Jahren vor und nach der Jahrhundertwende gehörte sie der Stadtverwaltung von Rom an. Unter den Bürgermeistern Francesco Rutelli und Walter Veltroni war sie Assessorin und Kommunikationsbeauftragte. Im Jahr 2000 wurde sie Dozentin für Kommunikationstechnik an der Universität Teramo.
Seit dem Jahr 2007 engagierte sie sich in der Entwicklungshilfe. Sie fuhr für den Gewerkschaftsbund Confederazione Generale Italiana del Lavoro als freiwillige Helferin nach Ahmedabad (Gujarat), wo sie eine Frauengewerkschaft unterstützte. Von diesem humanitären und zugleich sozialpolitischen Einsatz berichtete sie in einer Reportage und in einem Buch.
Mariella Gramaglia war zeitlebens eine gut vernetzte Aktivistin der italienischen Frauenbewegung. Mit der Schriftstellerin und Dozentin Nadia Fusini gab sie 1972 eine Anthologie mit Schriften zur jüngeren Frauengeschichte heraus. Sie engagierte sich seit 2011 in der Gruppe Se non ora quando und im Verein Comitato 13 Febbraio.
Privat war Mariella Gramaglia mit Luca Codignola und später mit dem Regisseur Nanni Moretti liiert. Ihr Ehemann Fernando Vianello starb früh. Am 15. Oktober 2014 starb Mariella Gramaglia in Rom an einer Krankheit.

## Werke
- (Hrsg., mit Nadia Fusini): La rivoluzione più lunga. Saggi sulla condizione della donna nelle società a capitalismo avanzato. Rom 1972. Mit Texten von Juliet Mitchell, Kathy Mcafee, Myrna Wood, Margaret Benston, Laurel Limpus, Jean Rands.
- (Hrsg.): La poesia femminista. Rom 1976.
- (Hrsg.): Nella donna c’era un sogno. Canzoniere femminista. 1976.
- Indiana. Nel cuore della democrazia più complicata del mondo. Rom 2008.
- mit Maddalena Vianello: Fra me e te. Mailand 2013.